# Velika Gorica
Velika Gorica ˈʋɛlika ˈɡɔritsa è una città della Croazia situata a sud della capitale Zagabria.
Velika Gorica ha circa 60 000 abitanti e viene spesso considerata, a torto, un sobborgo della capitale. A nord confina con Zagabria e a sud con la località di Vukovina. A Velika Gorica si trova l'aeroporto internazionale di Zagabria.